# Suchá Hora

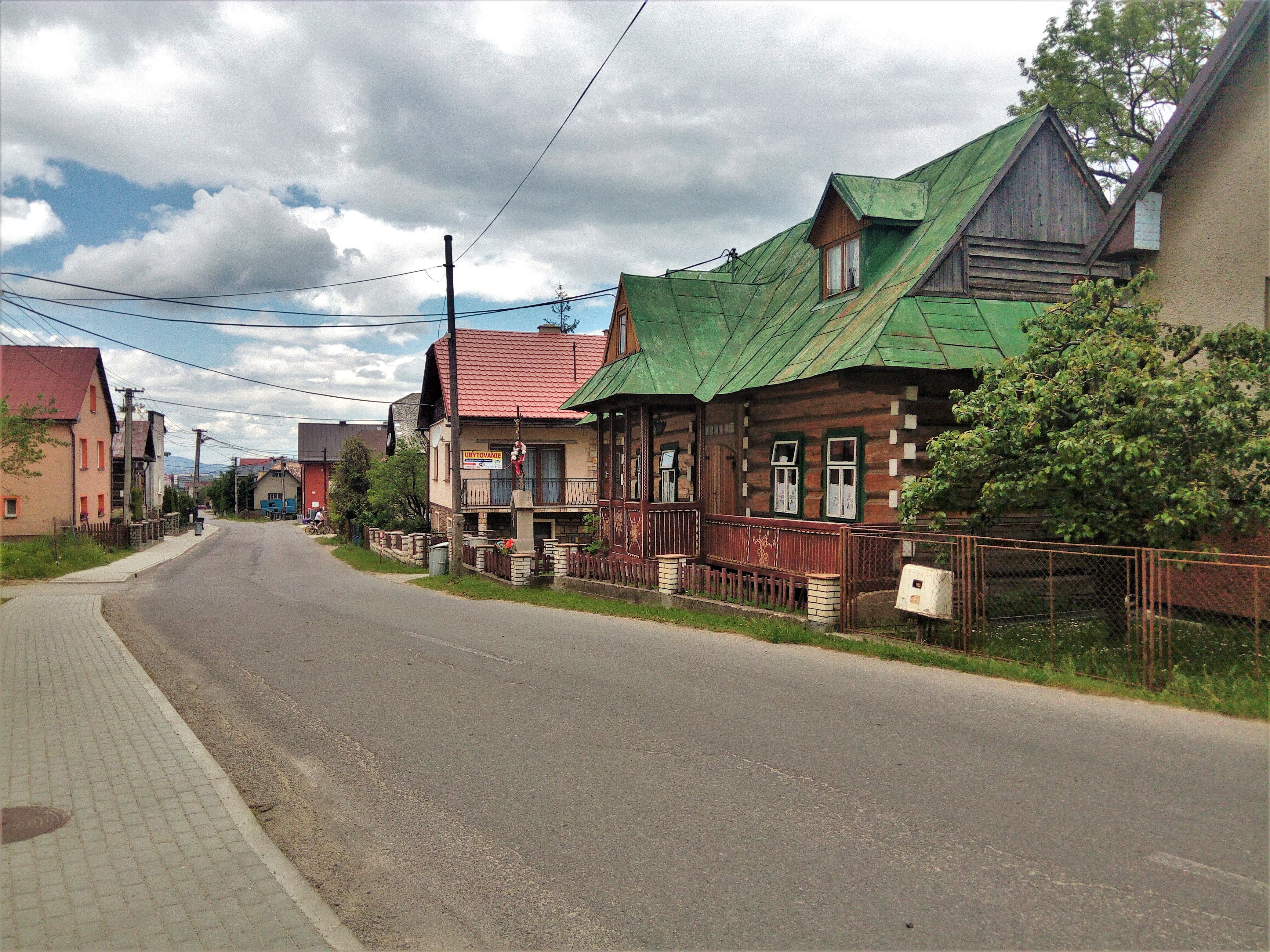
Suchá Hora

Suchá Hora (Hongaars: Szuchahora) is een Slowaakse gemeente in de regio Žilina, en maakt deel uit van het district Tvrdošín.
Suchá Hora telt 1.359 inwoners.